# Гричони (Гросето)
Гричони је насеље у Италији у округу Гросето, региону Тоскана.
Према процени из 2011. у насељу је живело 41 становника. Насеље се налази на надморској висини од 529 м.